# The Handle
The Handle è una chitarra elettrica progettata dal designer americano Peter Solomon e prodotta dall'azienda XOX Audio Tools.
The Handle si caratterizza per il fatto che la sua struttura è costituita da una monoscocca in fibra di carbonio anziché dall'assemblaggio di uno chassis in materiale plastico e di un manico in legno.
La chitarra ha ricevuto il Good Design Award 2006 dal Chicago Athenaeum Museum ed è stata selezionata dall'ADI Design Index.
Grazie a una tecnica di produzione frutto dell'applicazione di diverse tecnologie innovative, è realizzata in un unico pezzo ed è completamente cava, sia all'interno del corpo sia nel manico .
Il materiale utilizzato è tessuto di fibra di carbonio preimpregnato con resina epossidica che conferisce grande rigidità e leggerezza; per effetto del total hollow ha un sustain fuori del comune.
Fanno parte della gamma la versione piezo, baritona, vibro; vengono realizzate  versioni custom shop.